# Stazione di Wängi
La stazione di Wängi (in tedesco Bahnhof Wängi) è una fermata ferroviaria a servizio del comune svizzero di Wängi sulla ferrovia Frauenfeld-Wil.

## Storia
La stazione fu attivata il 1º settembre 1887, in occasione dell'apertura della linea Frauenfeld-Wil (Wiler Bähnli).

## Strutture e impianti
La fermata dispone di un binario dotato di marciapiede per il servizio passeggeri. È dotata di un piccolo fabbricato viaggiatori in legno.

## Movimento
La fermata è servita dai treni a cadenza semioraria (e che fermano su richiesta) sulla relazione Frauenfeld - Wil (linea S15 della rete celere di San Gallo). Inoltre, è servita da ulteriori treni a cadenza semioraria negli orari di punta che percorrono solo la parte tra questa stazione e quella di Wil della ferrovia.

## Servizi
Nella stazione sono presenti:
- Biglietteria automatica[4]

Inoltre, è presente un piccolo parcheggio di interscambio per automobili.

## Interscambi
- Fermata autobus (Wängi, Dorfschulhaus, a circa 250 metri)[6][7]